# Anthea Schmid
Pour les articles homonymes, voir Schmid.
Anthea Schmid est une athlète américaine née en 1972. Spécialiste de l'ultra-trail, elle a notamment remporté la Leadville Trail 100 en 2002 et 2004 ainsi que la Way Too Cool 50K Endurance Run en 2004.

## Résultats
| no  | féminin       | Course              | Longueur | Départ       | Temps            |
| --- | ------------- | ------------------- | -------- | ------------ | ---------------- |
| 5e  | Médaille d'or | Leadville Trail 100 | 100 mi   | 17 août 2002 | 19 h 44 min 24 s |
| 19e | Médaille d'or | Way Too Cool 50K    | 50 km    | 13 mars 2004 | 04 h 16 min 32 s |
| 7e  | Médaille d'or | Leadville Trail 100 | 100 mi   | 21 août 2004 | 20 h 50 min 05 s |